# 月光越後號列車
月光越後（日语： Moonlight Echigo */?）號列車是由東日本旅客鐵道（JR東日本）運行於新宿站至新潟站之間的夜行快速列車，途經山手線、東北本線、高崎線、上越線和信越本線。在2009年3月14日時間表修正起降級為臨時列車，在2014年（平成26年）6月起沒有再開設班次。
開設「月光越後」後，各路線陸續開設「月光號列車」，使「月光越後」成為該系列的始祖。

## 概要
「月光越後」是連接首都圈和新潟都市圈之間的臨時夜行列車。在2013年1月時間表修正，大阪站到發的臨時夜行急行「北國」完全廢除後，新潟站內只剩下唯一夜行列車「月光越後」。
在2009年3月14日時間表修正後，「月光越後」臨時列車化。在2014年3月結束臨時列車班次。在2014年4月起，發表開設後繼列車 臨時快速「越後春之夜空號」，該列車只運行1個月，在2015年以後再沒有開設。

## 運行概況
在長假期、盂蘭盆節假期和年尾年初等時期會開設1個往返班次。由於為夜行列車，高崎站以北至長岡站之間列車不會停站（但是設有運輸停車的情況）。

### 停車站
| \| 路線名稱 \| ※1・2・3 \| ※1・2・3 \| ※1・2・3 \| ※1・2・3 \| 上越線 \| 上越線 \| 上越線 \| 上越線 \| 信越本線 \| 信越本線 \| 信越本線 \| 信越本線 \| 信越本線 \| 信越本線 \| \| 站名 \| 新宿 \| 池袋 \| 大宮 \| 高崎 \| 新前橋 \| 水上 \| 越後湯澤 \| 小出 \| 長岡 \| 見附 \| 東三條 \| 加茂 \| 新津 \| 新潟 \| \| 月光越後 \| ● \| ● \| ● \| ● \| 運 \| 運 \| 運 \| 季 \| ● \| ● \| ● \| ● \| ● \| ● \| \| 車內廣播 \| 實施 \| 實施 \| 實施 \| 深夜暫停廣播 \| 深夜暫停廣播 \| 深夜暫停廣播 \| 深夜暫停廣播 \| 深夜暫停廣播 \| 深夜暫停廣播 \| 實施 \| 實施 \| 實施 \| 實施 \| 實施 \| \| 車內燈光 \| 正常開燈 \| 正常開燈 \| 正常開燈 \| 深夜燈光變暗 \| 深夜燈光變暗 \| 深夜燈光變暗 \| 深夜燈光變暗 \| 深夜燈光變暗 \| 深夜燈光變暗 \| 深夜燈光變暗 \| 深夜燈光變暗 \| 深夜燈光變暗 \| 正常開燈 \| 正常開燈 \| |          |          |          |              |              |              |              |              |              |              |              |              |          |          |
| 圖例 - ●：停車站 - 運：運輸停車站（以調整時間和乘務員交班） - 季：季節停車站 - ※1：山手貨物線（新宿 - 田端信號場） - ※2：東北貨物線（田端信號場 - 大宮） - ※3：高崎線（大宮 - 高崎） 備註 - 曾經停靠赤羽站和小千谷站。 |          |          |          |              |              |              |              |              |              |              |              |              |          |          |
| 路線名稱 | ※1・2・3 | ※1・2・3 | ※1・2・3 | ※1・2・3     | 上越線       | 上越線       | 上越線       | 上越線       | 信越本線     | 信越本線     | 信越本線     | 信越本線     | 信越本線 | 信越本線 |
| 站名 | 新宿     | 池袋     | 大宮     | 高崎         | 新前橋       | 水上         | 越後湯澤     | 小出         | 長岡         | 見附         | 東三條       | 加茂         | 新津     | 新潟     |
| 月光越後 | ●        | ●        | ●        | ●            | 運           | 運           | 運           | 季           | ●            | ●            | ●            | ●            | ●        | ●        |
| 車內廣播 | 實施     | 實施     | 實施     | 深夜暫停廣播 | 深夜暫停廣播 | 深夜暫停廣播 | 深夜暫停廣播 | 深夜暫停廣播 | 深夜暫停廣播 | 實施         | 實施         | 實施         | 實施     | 實施     |
| 車內燈光 | 正常開燈 | 正常開燈 | 正常開燈 | 深夜燈光變暗 | 深夜燈光變暗 | 深夜燈光變暗 | 深夜燈光變暗 | 深夜燈光變暗 | 深夜燈光變暗 | 深夜燈光變暗 | 深夜燈光變暗 | 深夜燈光變暗 | 正常開燈 | 正常開燈 |

### 使用車輛與編成
- 1號車廂靠近新宿一方的半個車廂是綠色車廂。
- 如果使用K編成，6號車廂的內部裝飾與1至5號車廂相異，這是由於6號車廂為Ladies Car（女性專用車廂）。

在2014年3月前，列車使用新潟車輛中心所屬的485系電車K1、K2編成（6卡編成：國鐵特急色）。當K編成需要進行檢査而不能使用的情況下，便使用T18編成，該編成搭配ATS-P和車內暗燈裝置（國鐵特急色 在2008年4月前為上沼垂色）。
在2010年3月13日至2012年3月17日之間，曾經使用幕張車輛中心所屬的183系MaRi31、32編成（舊梓色。駐守在大宮綜合車輛中心的東大宮中心）。當時該編成沒有綠色車廂，全車為普通車廂指定席。
在2003年前使用165系，當時為全車普通車廂。

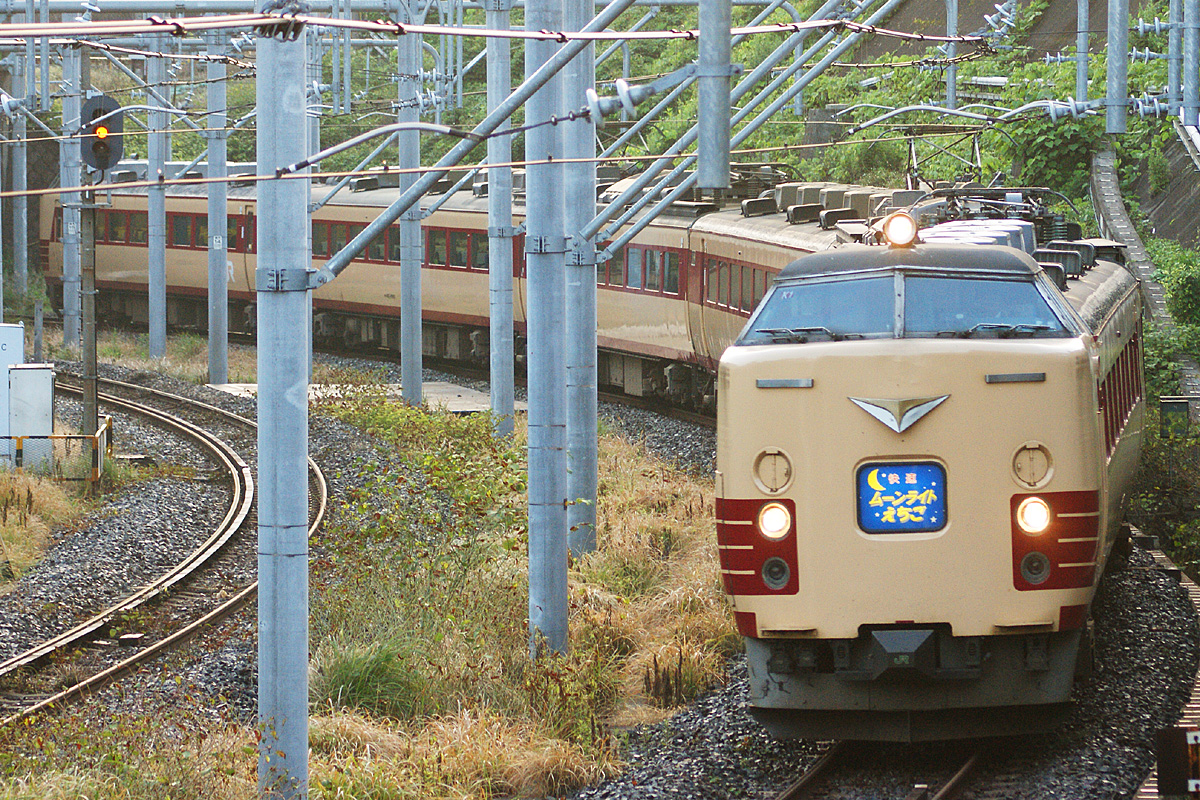
485系
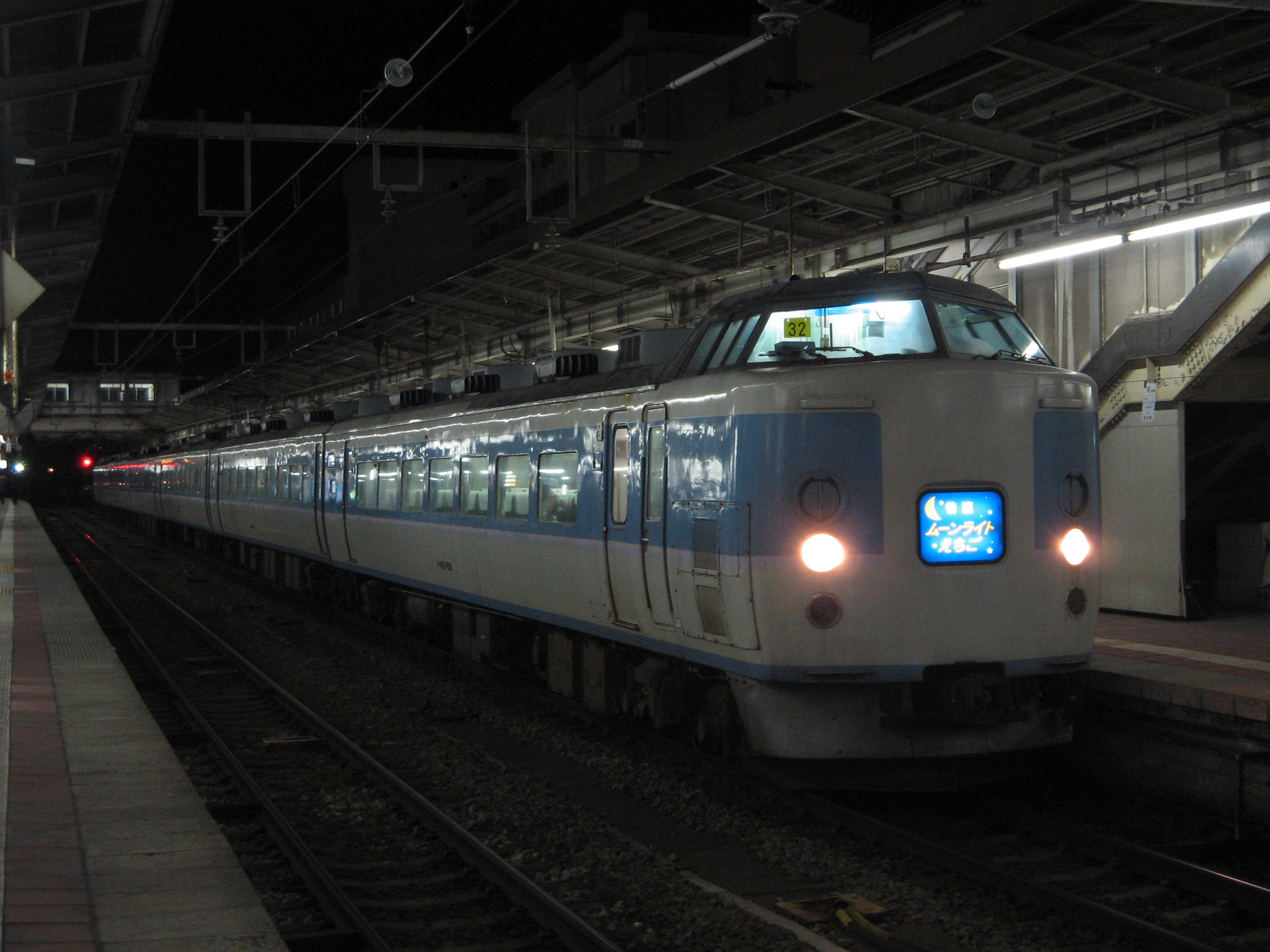
183系
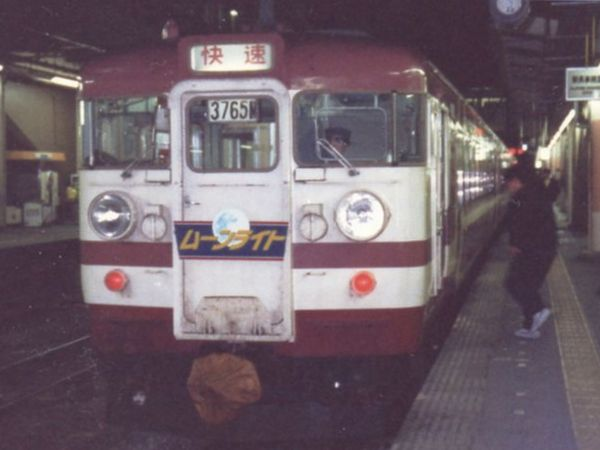
165系（初期編成的塗裝）
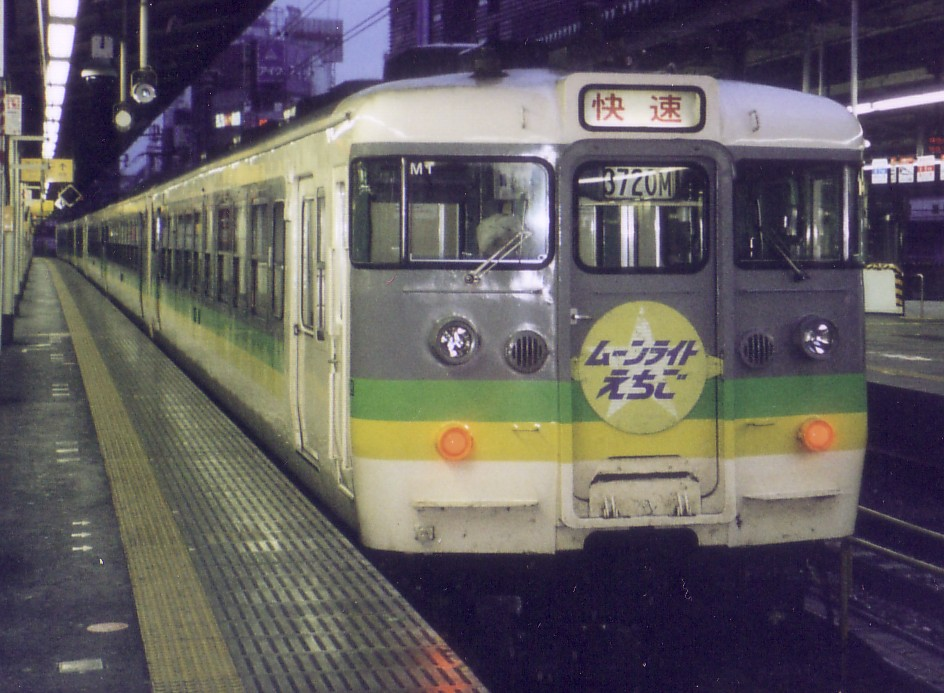
165系（第5編成以降的塗裝）

## 歷史
- 除非特別標記，日期是以出發車站當天為準。

現行列車的起源，是從1985年由於需求量大，以及對抗高速巴士東京（池袋）- 新潟線，日本國有鐵道新潟鐵道管理局開設「月光號列車」之團體專用快速列車。
- 1986年6月30日：開始試驗使用EF64形電力機車和3架14系座席客車行走「月光號列車」[3]。運行至7月31日。在這期間每日平均有193人乘坐，並且獲得好評，希望能夠繼續運行[4]。因此在10月和11月也繼續運行。
- 1987年9月3日：開設全車普通車廂之臨時快速列車，行走於新宿 - 新潟 - 村上之間。只於週末與長假期行走[5]。
  - 使用上沼垂電車區的165系電動列車（日语：国鉄165系電車）專用編成。該列車的座椅被更換為從綠色車廂上報廢的座椅，座椅間距擴大，並改變了外部塗裝。
- 1988年
  - 1月：3卡編成的3號車廂部分座位改為女士座位[6]。
  - 3月13日：在時間表修正（日语：一本列島）後成為定期列車[3]。
- 1989年[3] - 1995年：開設臨時列車班次，在原本的列車中增加車廂，附加的列車會在長岡解併結，然後經直江津來往新井。在1989年至1990年年尾年初行走的月光號可轉乘行走村上至酒田之間的「月光接力號」[3]。
- 1996年3月16日：實施時間表修正，隨著行走於東京至大垣之間的夜行快速加設愛稱「月光長良」，列車名稱變更為「月光越後」。
- 2002年12月1日：實施時間表修正，下行列車改以新潟為終點站（上行列車繼續從村上出發）。
  - 為了補償，於新潟開設了快速列車班次前往村上，乘客可該同一月台對面轉乘該列車。
- 2003年：在3月30日從村上出發，3月31日從新宿出發的165系電動列車由於老化而需要退役，使用車輛改為使用設有半個綠色車廂的485系電動列車6卡編成[7]。同時6號車廂為Ladies Car[8]。
- 2004年3月13日：實施時間表修正，上行列車改從新潟出發。
- 2007年3月18日：實施時間表修正，所有座位禁煙。
- 2008年6月6日：同日至8月30日之間的星期五、六，以及7月20日的下行班次中，均暫時停靠小出站（小出到達時間3:10）。
- 2009年
  - 3月14日：實施時間表修正，降級為臨時列車。只於多客時期行走[9][10]。
    - 有媒體發現，雖然乘車前資訊顯示牌顯示指定座位已滿，但實際情況是列車運行時有很多空位。[11]。
- 2010年3月13日：實施時間表修正，列車從新潟車輛中心所屬的485系電動列車改為幕張車輛中心（日语：幕張車両センター）所屬，大宮綜合車輛中心（日语：大宮総合車両センター）東大宮常駐的183系電動列車（日语：国鉄183系電車）（MaRi31、32編成），當時車廂沒有綠色車廂[12]。
- 2012年3月17日：實施時間表修正，再次使用新潟車輛中心所屬的485系電動列車，再次設有綠色車廂[13]。
- 2014年
  - 3月31日：最後行走臨時列車「月光越後」的日子。以後再沒有列車班次。
  - 4月4日：列車名稱改為「越後春之夜空號」，於同年5月3日前行走[2]。